# لايلي بلاكوود
لايلي بلاكوود (بالإنجليزية: Lyle Blackwood)‏ هو لاعب كرة قدم أمريكية أمريكي، ولد في 24 مايو 1951 في سان أنطونيو في الولايات المتحدة.

## وصلات خارجية
- لايلي بلاكوود على موقع مرجع كرة القدم المحترفة.كوم (الإنجليزية)